# Göyəm
Göyəm è un comune dell'Azerbaigian situato nel distretto di Zaqatala. Conta una popolazione di 4 155 abitanti.